# لوكاس لينغارد تونيسن
لوكاس لينغارد تونيسن (13 يوليو 2000 ، كوبنهاغن، الدنمارك) ممثل دنماركي اشتهر بعد قيامه بدور راسموس في سلسلة المطر ، على قناة نيتفليكس في عام 2018.

## روابط خارجية
- لوكاس لينغارد تونيسن على موقع IMDb (الإنجليزية)
- لوكاس لينغارد تونيسن على موقع ألو سيني (الفرنسية)
- لوكاس لينغارد تونيسن على موقع قاعدة بيانات الفيلم (الإنجليزية)
- لوكاس لينغارد تونيسن على موقع كينوبويسك (الروسية)